# Éristale gluante
Eristalis tenax
Espèce
L'éristale gluant(e) ou éristale tenace (Eristalis tenax) est une espèce d'insectes diptères brachycères de la famille des Syrphidae et de la sous-famille des Eristalinae.
C'est une mouche inoffensive rappelant principalement l'abeille domestique mâle ou faux-bourdon.
C'est le plus commun des éristales d'Europe où il butine de nombreuses espèces de fleurs (rôle dans la pollinisation). 
Ces éristales, comme plusieurs autres espèces de syrphes, sont capables d'effectuer de longues migrations deux fois par an.

## Description

### Adulte

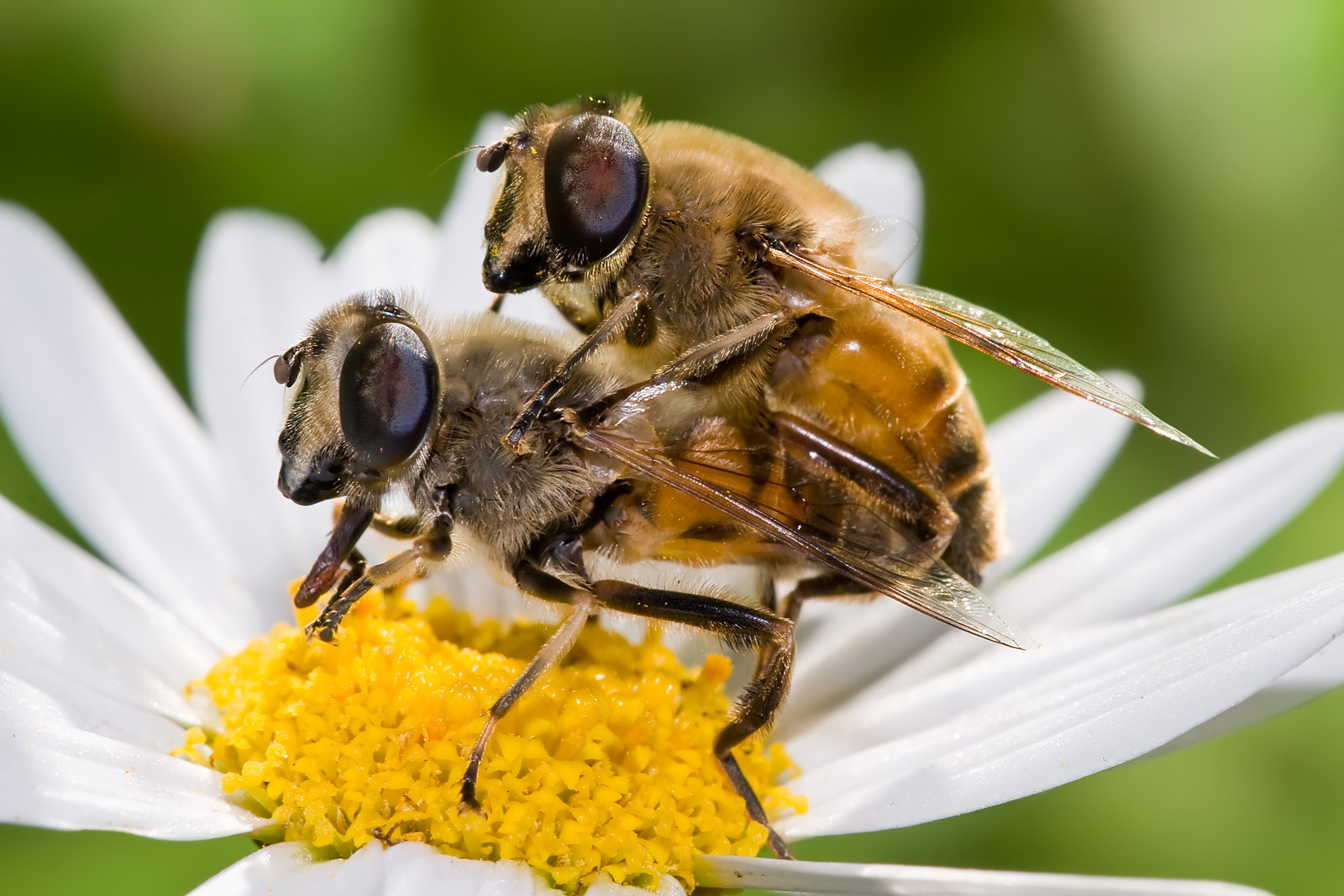
Accouplement.

Il a un abdomen arqué présentant des marques jaunes ou orangées, une puissante plaque dorsale en forme de quadrilatère, des pattes fortes.
C'est un excellent planeur capable de s'arrêter en plein vol et de rester immobile au-dessus d'un point, sans qu'on puisse percevoir les battements de ses ailes. S'ils se font attaquer, les éristales se comportent parfois comme des bourdons en tournant autour de l'ennemi pendant quelques secondes.

### Larve
Les larves sont cylindriques et vivent dans des eaux stagnantes peu profondes riches en matières organiques (typiquement le purin), où elles peuvent se mouvoir. Leur siphon respiratoire, placé en position terminale, est un tube percé de deux stigmates qui peut s'étirer jusqu'à faire 4 à 5 fois la longueur du corps de ces larves grâce à trois segments télescopiques. Cette adaptation permet d'aller chercher l'air à la surface sans quitter le fond. Ce siphon très extensible en forme de queue exsertile leur vaut le surnom de « ver à queue de rat ».

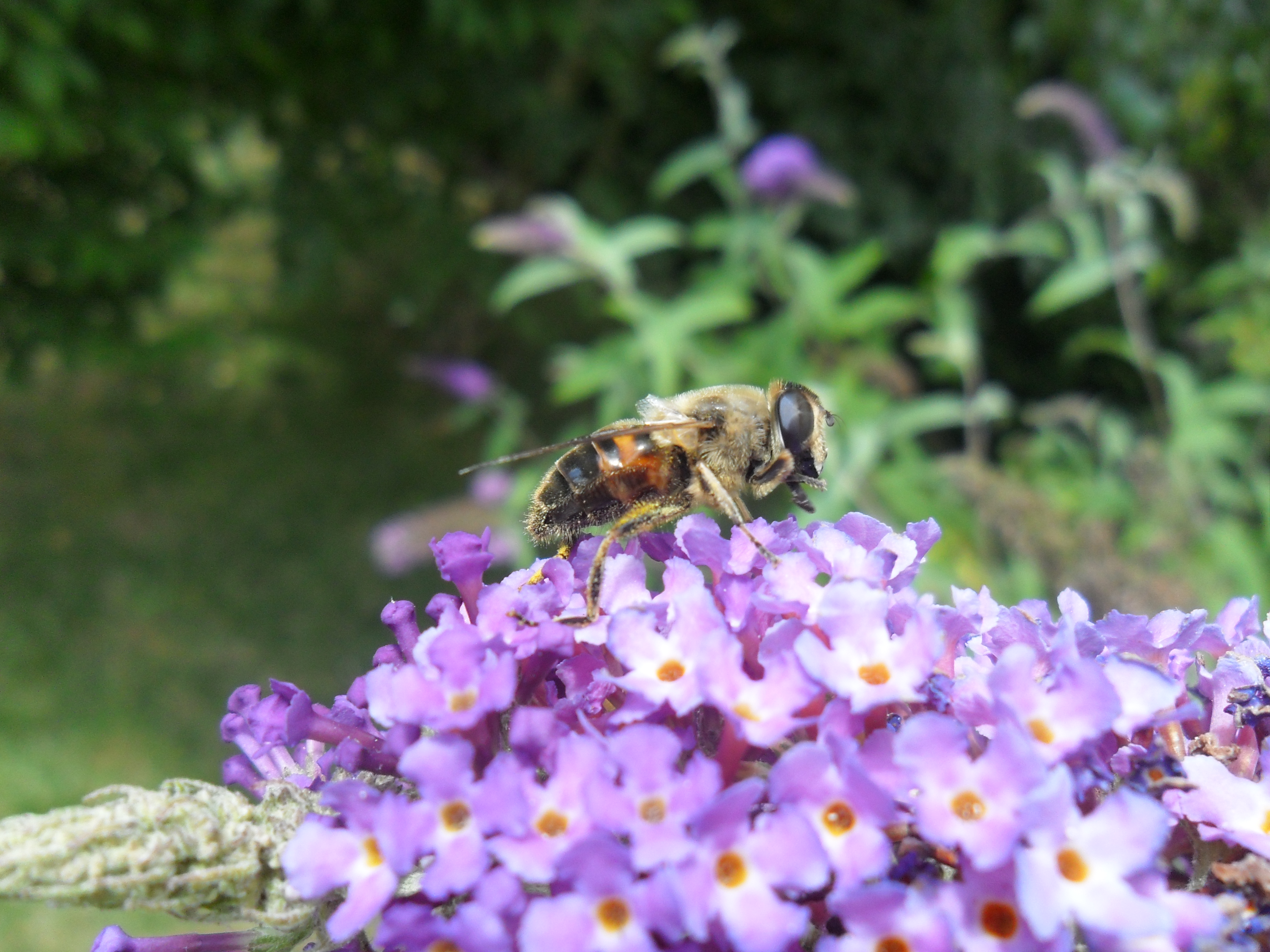
Éristale gluant butinant les fleurs d'un arbre aux papillons (Buddleia).

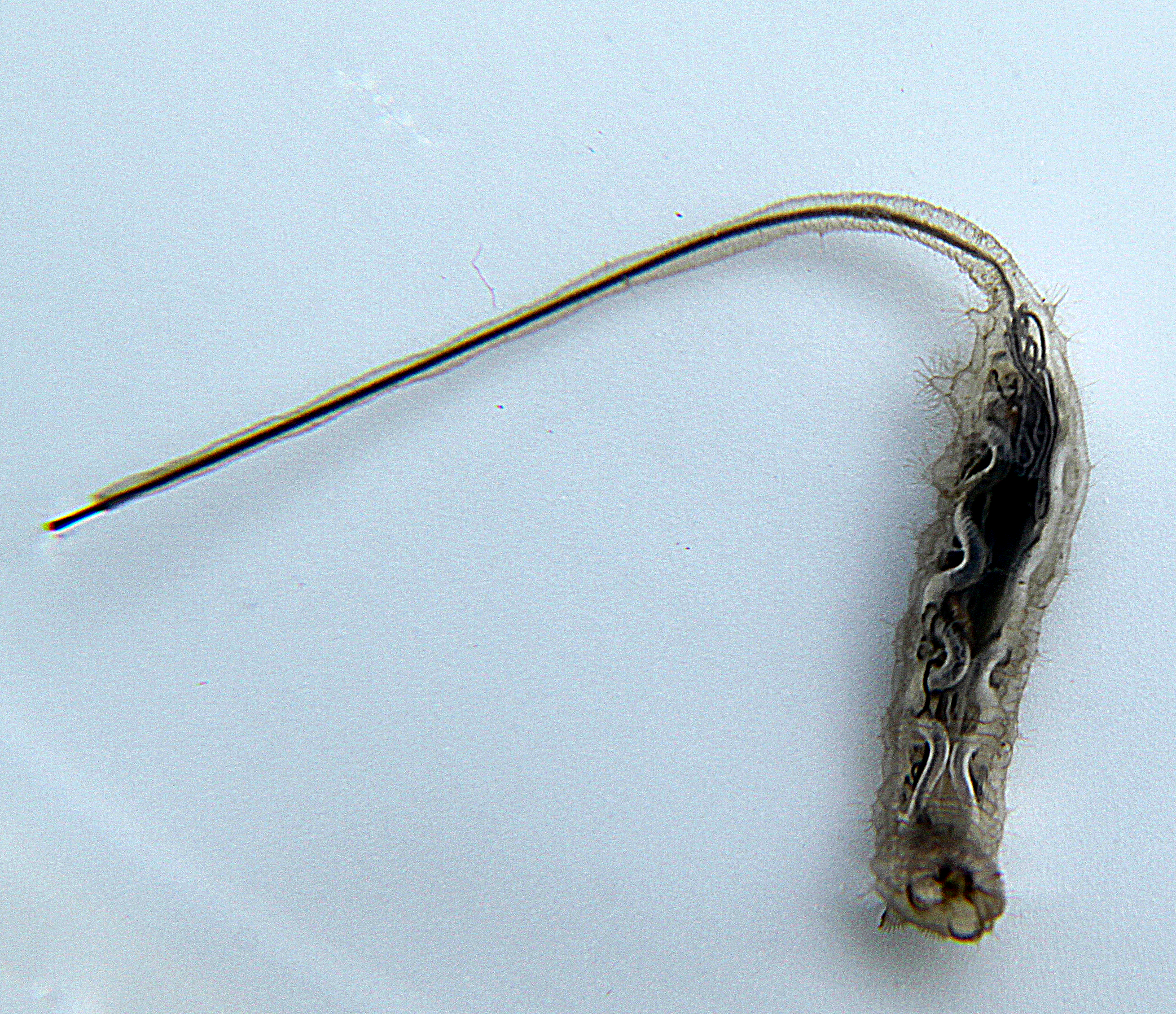
Une larve : « ver à queue de rat »

## Espèce proche
- Eristalis pertinax, l'Éristale opiniâtre.